# Orne
Orne là một tỉnh của Pháp, thuộc vùng hành chính Normandie, tỉnh lỵ Alençon, bao gồm 3 quận với các quận lỵ còn lại là: Argentan, Mortagne-au-Perche.